# 各務原テレビ中継局
各務原テレビ中継局（かかみがはらテレビちゅうけいきょく）は、岐阜県各務原市にあるテレビの中継局。

## 中継局概要

### デジタルテレビ
| リモコン キーID | 放送局名                              | 中継局名   | 物理 チャンネル | 空中線電力 | ERP   | 放送対象 地域 | 放送区域 内世帯数 | 偏波面   |
| --------------- | ------------------------------------- | ---------- | --------------- | ---------- | ----- | ------------- | ----------------- | -------- |
| 1               | THK 東海テレビ放送                    | 各務原鵜沼 | 21ch            | 50mW       | 520mW | 中京広域圏    | 約6,400世帯       | 水平偏波 |
| 2               | NHK 名古屋教育                        | 各務原     | 44ch            | 1W         | 5W    | 全国放送      | 約21,300世帯      | 水平偏波 |
| 3               | NHK 岐阜総合                          | 各務原     | 46ch            | 1W         | 5W    | 岐阜県        | 約21,300世帯      | 水平偏波 |
| 4               | CTV 中京テレビ放送                    | 各務原鵜沼 | 19ch            | 50mW       | 520mW | 中京広域圏    | 約6,400世帯       | 水平偏波 |
| 5               | CBCテレビ                             | 各務原鵜沼 | 18ch            | 50mW       | 520mW | 中京広域圏    | 約6,400世帯       | 水平偏波 |
| 6               | NBN 名古屋テレビ放送 愛称「メ～テレ」 | 各務原鵜沼 | 22ch            | 50mW       | 520mW | 中京広域圏    | 約6,400世帯       | 水平偏波 |
| 8               | GBS 岐阜放送 愛称「ぎふチャン」       | 各務原     | 42ch            | 1W         | 5W    | 岐阜県        | 約21,300世帯      | 水平偏波 |

## 廃止された局の概要

### アナログテレビ
| チャンネル | 放送局名                        | 空中線電力        | ERP              | 放送対象 地域 | 放送区域 内世帯数 | 偏波面   | 放送終了日     |
| ---------- | ------------------------------- | ----------------- | ---------------- | ------------- | ----------------- | -------- | -------------- |
| 41ch       | GBS 岐阜放送 愛称「ぎふチャン」 | 映像10W/ 音声2.5W | 映像72W/ 音声18W | 岐阜県        | 約25,000世帯      | 水平偏波 | 2011年 7月24日 |
| 43ch       | NHK 岐阜総合                    | 映像10W/ 音声2.5W | 映像68W/ 音声17W | 岐阜県        | 約25,000世帯      | 水平偏波 | 2011年 7月24日 |

## 所在地
- 各務原市鵜沼1492番1号 「伊木山」山頂

## 放送エリア

### デジタルテレビ
- 各務原中継局：各務原市の一部（各務原市中心部、鵜沼地区、及びその周辺地区）、約21,300世帯[1]。
- 各務原鵜沼中継局：各務原市の一部（鵜沼台）、約6,400世帯[2][3]。

### アナログテレビ
- 岐阜親局の電波が届きにくい各務原市の鵜沼地区をカバーしていた。
- 公式発表上の放送エリアは、各務原市・犬山市・岐阜市の一部地域であった。

## 歴史

### デジタルテレビ
- 各務原中継局
  - 2010年8月5日 - 予備免許交付
  - 2010年8月13日 - 試験放送開始
  - 2010年9月9日 - 免許交付[4]
  - 2010年9月13日 - 放送開始

- 各務原鵜沼中継局
  - 2010年11月18日 - 予備免許交付
  - 2010年11月25日 - 試験放送開始
  - 2010年12月16日 - 免許交付[5]
  - 2010年12月20日 - 放送開始

### アナログテレビ
- 2011年7月24日 全局廃局となった。

## その他

### デジタルテレビ
- NHK教育とCBC・東海テレビ・メ～テレ・中京テレビの各局は、デジタル新局として開局[6]。
- 当初は、アナログテレビ同様に、岐阜親局の「NHK総合」および「岐阜放送」のみを中継予定であった[7]。
- 鵜沼地区の難視聴対策計画[8]の前倒しと推測されるが、鵜沼宝積寺テレビ中継局[9] との関係は不明。もともと鵜沼地区は、名古屋テレビ塔の見通しであったが、瀬戸タワー移動後は入鹿池付近の山の影響で、弱電界が顕著になった。鵜沼丸子町・新鵜沼台などの難視対策。テレビ愛知は多くの地区で犬山南中継所の電波が受信可能。

### アナログテレビ
- NHK教育とCBC・東海テレビ・メ～テレ・中京テレビの各局は置局されておらず、名古屋親局（名古屋テレビ塔・東山タワー）を直接受信か周辺地域の各務原尾崎テレビ中継局などを受信していた。